# Білявська Людмила Олексіївна
Білявська Людмила Олексіївна (нар. 30 грудня 1978, село Валява Городищенського району Черкаської області) — українська науковиця, мікробіолог, доктор біологічних наук, старший науковий співробітник, завідуюча відділом загальної та грунтової мікробіології Інституту мікробіології та вірусології НАН України, віце-президент Товариства мікробіологів України імені С. М. Виноградського (з 2017).

## Походження та навчання
Людмила Білявська народилася 1978 року на Черкащині. У 1998 році закінчила Корсунь-Шевченківське педагогічне училище за фахом «вчитель початкових класів і образотворчого мистецтва» ОКР «молодший спеціаліст».
Потім вступила до Київського національного університету імені Тараса Шевченка, який закінчила У 2004 році, отримавши диплом магістра біолога, мікробіолога та вірусолога, викладача біології за спеціальністю «Мікробіологія та вірусологія».
Відразу після закінчення вишу вступила до аспірантури Інституту мікробіології та вірусології НАН України, який закінчила 2007 року. А наступного року захистила кандидатську дисертацію.

## Трудова діяльність
У 2007 році Людмила Білявська почала працювати молодшим науковим співробітником, а згодом — науковим співробітником відділу загальної і ґрунтової мікробіології Інституту мікробіології та вірусології НАН України у м. Київ.
У 2009 році була обрана вченим секретарем Товариства мікробіологів України імені С. М. Виноградського, У 2009—2010 навчальному році була стипендіатом Президії НАН України.
У 2015 році отримала звання старшого наукового співробітника. А в 2017 році Людмила Білявська була обрана віце-президентом Товариства мікробіологів України імені С. М. Виноградського.
Зараз очолює відділ загальної та грунтової мікробіології Інституту мікробіології та вірусології НАН України.

## Наукова діяльність
Людмила Білявська зосереджує свої наукові дослідження біотехнологій та селекції мікроорганізмів-продуцентів антибіотичних та фітостимулюючих речовин.
У 2008 році вона здобула ступінь кандидата біологічних наук за спеціальністю 03.00.07 — Мікробіологія. Тема дисертації: «Біосинтез антипаразитарних і фітостимулюючих речовин Streptomycesavermifilis УКМ Ас-2179», отримавши науковий ступінь кандидата біологічних наук. Через 10 років було захищено дисертацію  «Актинобактерії роду Streptomyces і їхні метаболіти у біорегуляції рослин» на здобуття доктора біологічних наук. Обидві дисертації захищались в Інституті мікробіології і вірусології імені Д. К. Заболотного в Києві.

### Наукові праці
Людмила Білявська авторка більш як 110 наукових праць, включаючи 48 статей, 9 патентів, 2 монографії, 1 — методичні рекомендації.
- Biliavska L.O., Ostapchuk A.M., Voychuk S.I., Iutynska G.O. Sterolbiosynthesisbysoilstreptomycetes. Ukr. Biochem. J. 2017; 2 (89): 78-84
- BiliavskaL.O., Tsygankova V.A., Kozyritska V.E., Iutynska G.O., Andrusevich Ya.V., Babich O.A. et al. Application of new microbialp lantresistance / plant growth protection inducers for increasing Chinese cabbage plant tolerance against parasitic nematodes Heteroderaschachtii Schmidt. International Journal of Research in Biociences. 2016; 5 (2): 64-82.
- Iutynska G.O., Biliavska L.O., Kozyritska V. Development strategy for the new environmentally friendly multifunctional bioformulations based on soil streptomycetes. Мікроб. журн.2017; 79(l):22-33.
- Tsygankova V.A., Biliavska L.O., Andrusevich Ya.V., Bondarenko O.N., Galkin A.P., Babich O.A. et al. Impact of New Microbial PR/PGP Inducers on Increase of Resistance to Parasitic Nematode of Wild and RNAi Transgenic Rape Plants. Advances in Bioscience andBioengineering. 2014; 2 (1): 66-103.
- Tsygankova V.A., Shysha E., Galkin A.P., Biliavska L.O., Iutynska G.O., Yemets A. et al. Impact of Microbial Biostimulants on Induction of Callusogenesis and Organogenesis in the Isolated Tissue Culture of Wheat in vitro. J. Med. Plants. Stud. 2017; 5(3): 155—164.
- Бабіч C.A., Бабіч А. Г., Білявська Л. О. Ефективність хімічних засобів захисту проти фітопаразитичних нематод хмелю [Архівовано 21 квітня 2021 у Wayback Machine.]. Науковий вісник НУБіП Серія «Біологія, біотехнологія, екологія», 2016. C. 234:52-57.
- Белявская Л.A., Галаган Т. А., Болтовская Е. В., Козырицкая B.E., Валагурова Е. В., Сигарева Д. Д., Путинская Г. А. Антинематодные свойства Streptomycesavermitilis — УКМ Ac — 2179 и его авермектинового комплекса — аверкома. StiintaAgricola (Аграрная наука). 2009; 1:29-33.
- Белявская Л.A.,Ефименко Т. А., Ефременкова О. В., Козирицкая В. С., Иутинская Г. А. Идентификация и антагонистические свойства почвенного стрептомицета Streptomyces 100. Микробиол. журн. 2016; 78(2): 27-38.
- Белявская Л.A., Козырицкая В.E., Валагурова Е. В., Иутинская Г. А. Биологически активные вещества нового микробного препарата аверком. Мікробіол. журн. 2012; 3(): 10-15.
- Білявська Л. Біосинтез ауксинів ґрунтовими стрептоміцетами- антагоністами фітопатогенних мікроорганізмів і нематод. Мікробіологія і біотехнологія.2015; 1 (29): 36-43.
- Білявська Л. Нові композиційні антинематодні біопрепарати для рослинництва. «Наукові записки Тернопільського національного педагогічного університету імені Володимира Гнатюка. Серія Біологія».2015; 1 (62): 61-64.
- Білявська Л.O. Підвищення продуктивності пшениці ярої за впливу метаболічних біопрепаратів на основі ґрунтових стрептоміцетів. Агроекологічний журнал.2016; 3^ 74-83.
- Білявська Л.O., Галаган Т. В., Іутинська Г. О. Антинематодна активність метаболітів, що продукуються ґрунтовими стрептоміцетами. Мікроб, журн. 2016; 78(4):27-38.
- Білявська Д. О., Козирицька В. Є., Коломієць Ю. В., Бабич O.A., Іутинська Г. О. Фітозахисні та рістрегулювальні властивості метаболітних препаратів на основі ґрунтових стрептоміцетів. Доповіді НАН України. 2015; 1: 131—137
- Галаган Т. А., Сигарева Д. Д., Иутинская Г. А., Болтовская Е. В., Белявская Л. А., Козырицкая В. Е. Использование аверкома против галловых нематод Meloidogyneincognita на огурцах в условиях теплицы. Информационный бюллетень ВПРС МНП. 2009; 39: С.80-85. ‘
- Гладун Г. О., Драговоз I.B., Яворська В. К., Маковейчук Т. І., Білявська Л. О., Іутинська Г. О. Особливості функціонування та стимулювання фенілаланін аміак-ліази рослин озимої пшениці. Физиология и биохимия культурных растений. 2011; 43(6):24-30.
- Иутинская Г. А., Белявская Л. А., Козырицкая B.E. Биосинтез фитогормонов почвенными стрептомицетами — антагонистами фитопатогенных микроорганизмов и нематод // Микробные биотехнологии: фундаментальные и прикладные аспекты, Сборник научных трудов. 2015; 7: 122—132.
- Іутинська Г. О., Циганкова В. А., Білявська Л. О., Козирицька В. Є. Вплив нових біопрепаратів на основі аверкому на розвиток і продуктивність рослин та експресіюгенів синтезу si/mi РНК. Мікробіологія і біотехнологія. 2013; 1: 48-58.
- Коломієць Ю. В., Григорюк І. П., Буценко Л. М., Білявська Л. О. Системна дія мікробних препаратів на збудники бактеріальних хвороб рослинтоматів. Агроекологічний журнал. 2016; 3: 83-89.
- Циганкова В. А., Андрусевич Я. В., Білявська Л. О., Козирицька В. Є., Іутинська Г. О., Галкін А. П. та ін. Ріст стимулювальні, фунгіцидні і нематицидні властивості нових субстанцій мікробного походження та їх вплив на синтез малих si/mi РНК в клітинах рослин. Мікробіол. журн. 2012; 6: 3-12.
- Циганкова В. А., Ємець А. І., Іутинська Г. О., Білявська Л. О., Галкін А. П., Блюм Я. Б. Підвищення стійкості рослин ріпака до паразитичної нематоди Heteroderaschachti із використанням технологій РНК-інтерференції. Цитологія і генетика. 2013; 47 (4): 35-45.
- Драговоз I.B., Леонова Н. О., Білявська Л. О., Яворська В. К., Іутинська Г. О. Продукування фітогормонів деякими вільноіснуючими та симбіотичними ґрунтовими мікроорганізмами. Доповіді НАНУ. 2010; 12: 154—159.

## Нагороди та відзнаки
- Державна премія України в галузі науки і техніки за роботу «Біологічна активні речовини мікробного синтезу в новітніх біотехнологіях і сучасному аграрному виробництві» (2018)[5];
- Стипендія НАН України для молодих учених (2009)[6];